# La Conspiration de Claudius Civilis
La Conspiration de Claudius Civilis (néerlandais : De samenzwering van de Bataven onder Claudius Civilis ; suédois : Batavernas trohetsed till Claudius Civilis) est une peinture à l'huile du peintre hollandais Rembrandt, datant d'environ 1661-1662. Ce tableau était  à l'origine le plus grand qu'il ait jamais peint, mesurant environ 5 mètres sur 5 en forme de lunette. Le tableau a été commandé par le conseil municipal d'Amsterdam pour l'hôtel de ville. Après avoir été brièvement exposé, le tableau a été rendu à Rembrandt, qui n'a peut-être jamais été payé. Rembrandt a redécoupé le tableau pour en réduire la taille afin de le revendre. C'est le dernier tableau d'histoire profane qu'il a terminé. 
La peinture est exposée au Nationalmuseum de Stockholm, en Suède.

## Thème

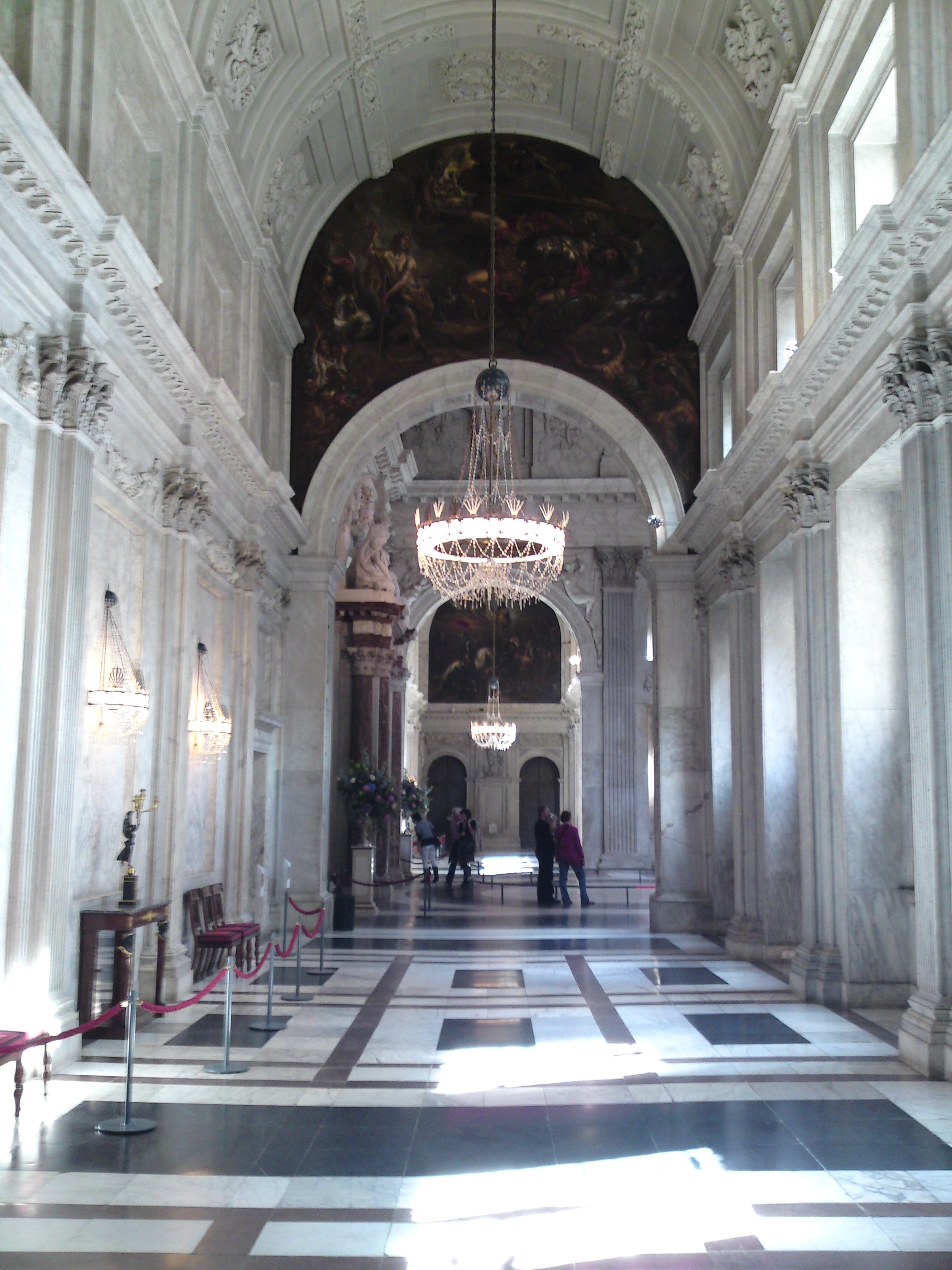
À l'intérieur du palais au deuxième étage, avec l'une des lunettes de Jordaens.

La peinture représente un épisode, rapporté dans les Histoires de Tacite, la rébellion batave (69-70 apr. J.-C.), menée par le chef Claudius Civilis (en fait nommé Julius Civilis par Tacite). Au cours de cet épisode, « Civilis, sous prétexte de donner un festin, réunit dans un bois sacré les principaux de la nation et les plus audacieux de la multitude. [...] Civilis lia tous les convives par les imprécations en usage parmi ces barbares ».
Civilis, écrit Tacite, était « plus rusé que le commun des barbares, et qui se comparait aux Annibal et aux Sertorius, parce qu’il portait au visage la même cicatrice »,c'est-à-dire la perte d'un œil. Il feint l'amitié avec l' empereur Vespasien pour retrouver sa liberté. Lorsqu'il retourna dans ses terres tribales dans les marais de la Betuwe, il organisa la révolte qu'il préparait depuis longtemps.

## Commande

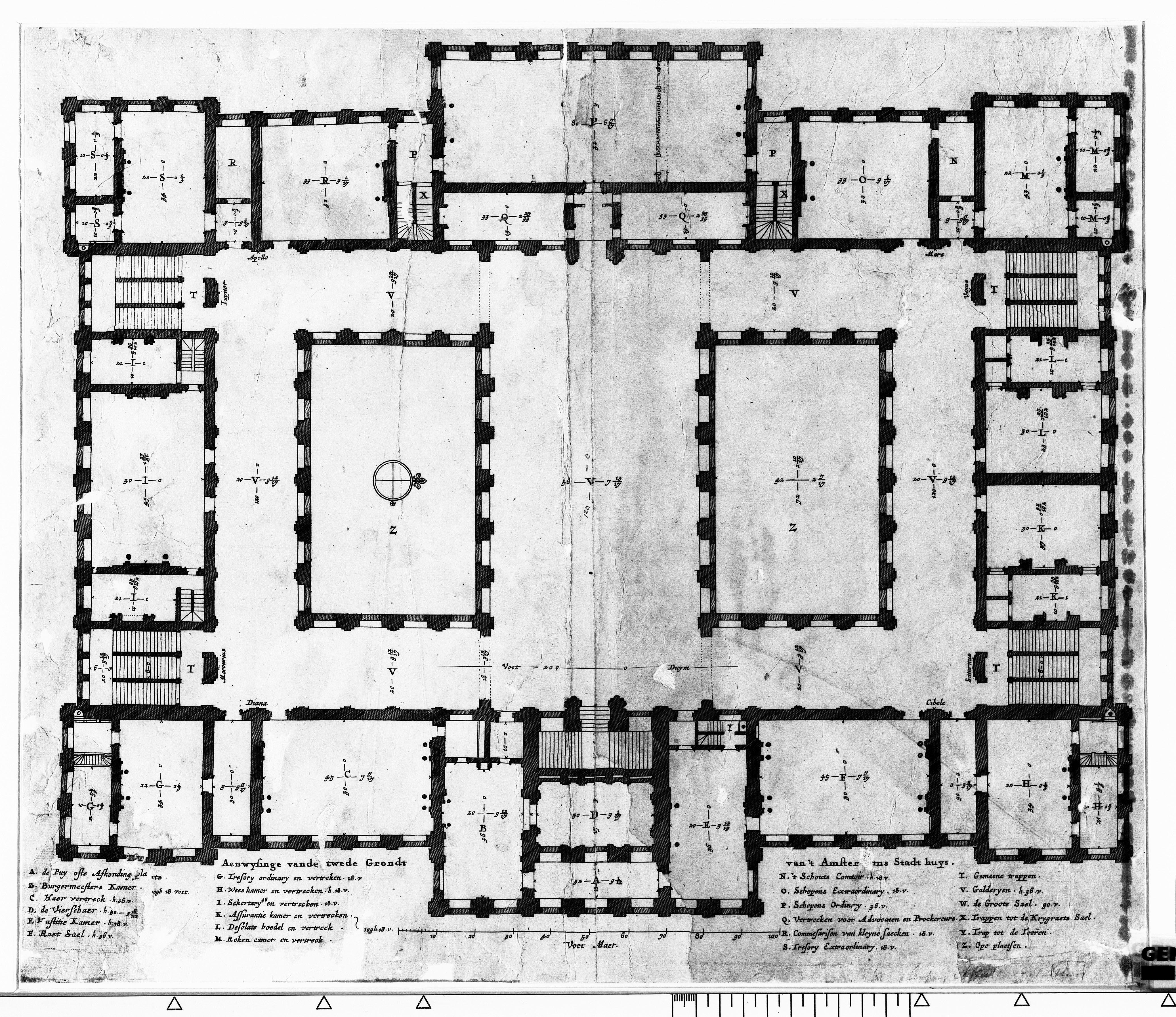
Plan du deuxième étage de l'Hôtel de ville d'Amsterdam (1661). La Conspiration de Rembrandt était exposée dans le coin inférieur gauche.

Le tableau a été commandé pour le nouvel hôtel de ville, sur la Place du Dam, achevé en 1655 (aujourd'hui le Palais royal). Les peintures d'histoire sont alors considérées comme les plus élevées de la hiérarchie des genres au XVIIe siècle (un point de vue partagé par Rembrandt). La Révolte batave est considérée, de manière romancée, comme un précurseur de la guerre récemment terminée contre les Espagnols. 
En 1659, lorsque Jean-Maurice de Nassau, Amélie de Solms-Braunfels, ses deux filles et deux belles-filles viennent voir le nouveau bâtiment, le conseil municipal commande douze tableaux à l'ex-élève de Rembrandt, Govert Flinck, pour remplir les espaces vides en suivant un programme élaboré par le poète Joost van den Vondel. Flink meurt en 1660 avant d'achever l'une des œuvres. Le travail est ensuite confié par les bourgmestres Joan Huydecoper et Andries de Graeff à plusieurs peintres dont Jacob Jordaens et Jan Lievens. Le conseil fournit la toile à l'artiste. Rembrandt est chargé de réaliser la scène de Tacite, l'une des huit destinées à traiter de la Révolte batave selon le plan original.

## Traitement et réception

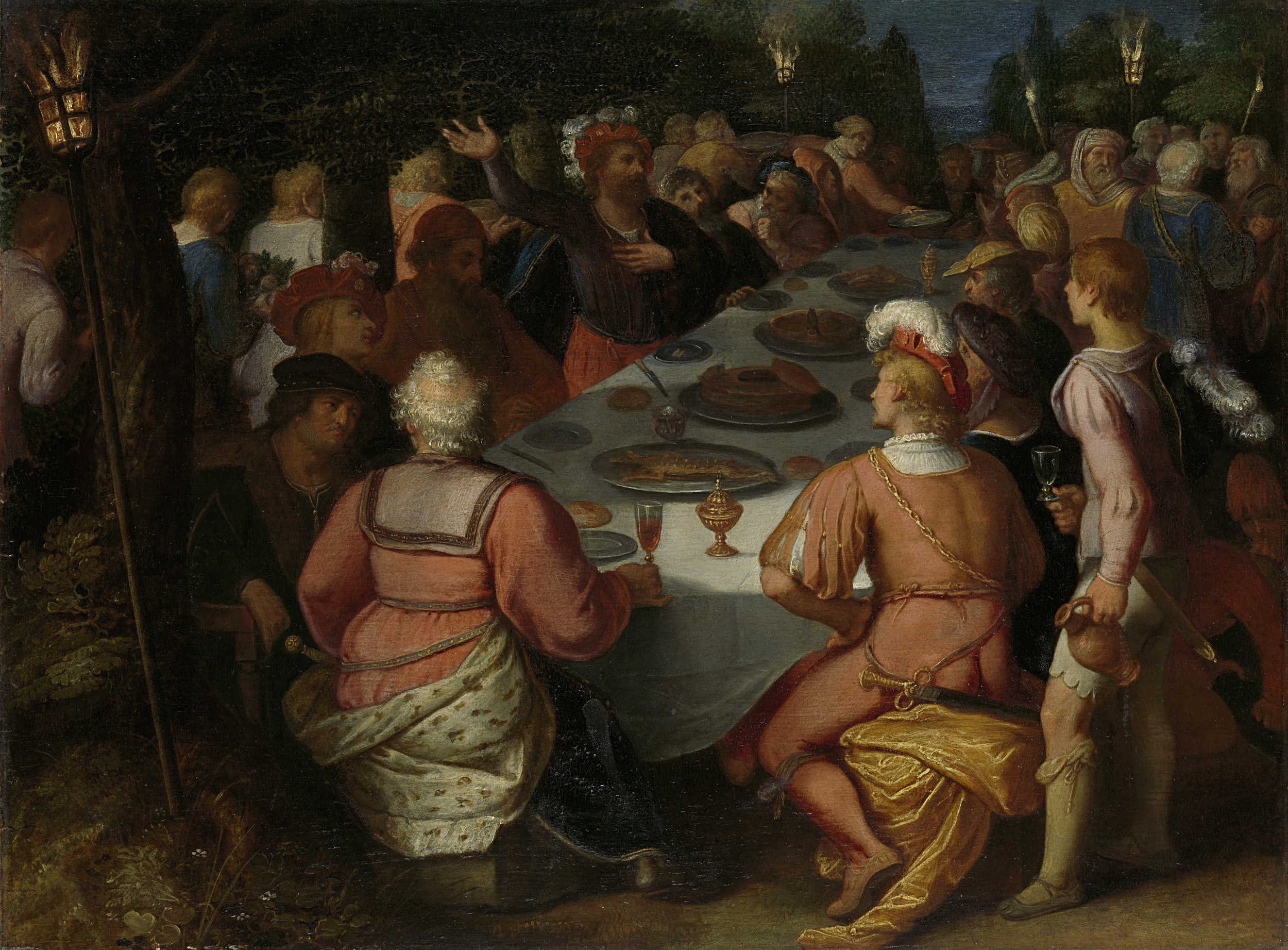
La Conspiration de Claudius Civilis et des Bataves dans le Schakerbos par Otto van Veen,

Le serment avec l'épée est une invention de Rembrandt. Il y a une épée de trop dans le tableau (celle qui touche l'avant de la lame du chef) par rapport au nombre de Bataves en tenant. D'autres représentations de l'événement montrent un serment avec des poignées de main, en particulier celle gravée en 1612 par Antonio Tempesta. Cette gravure fait partie d'une série de trente-six illustrations basées sur les dessins d'Otto van Veen dans le livre Batavorum cum Romanis bellum consacré à la révolte. L'année suivante, les États généraux commandent un ensemble de douze tableaux à Van Veen sur le même sujet pour La Haye.  Ces œuvres baroques entrent dans l'imaginaire populaire en tant que représentations de la révolte, et le dessin de Govert Flinck s'inspire de la gravure de cette scène.

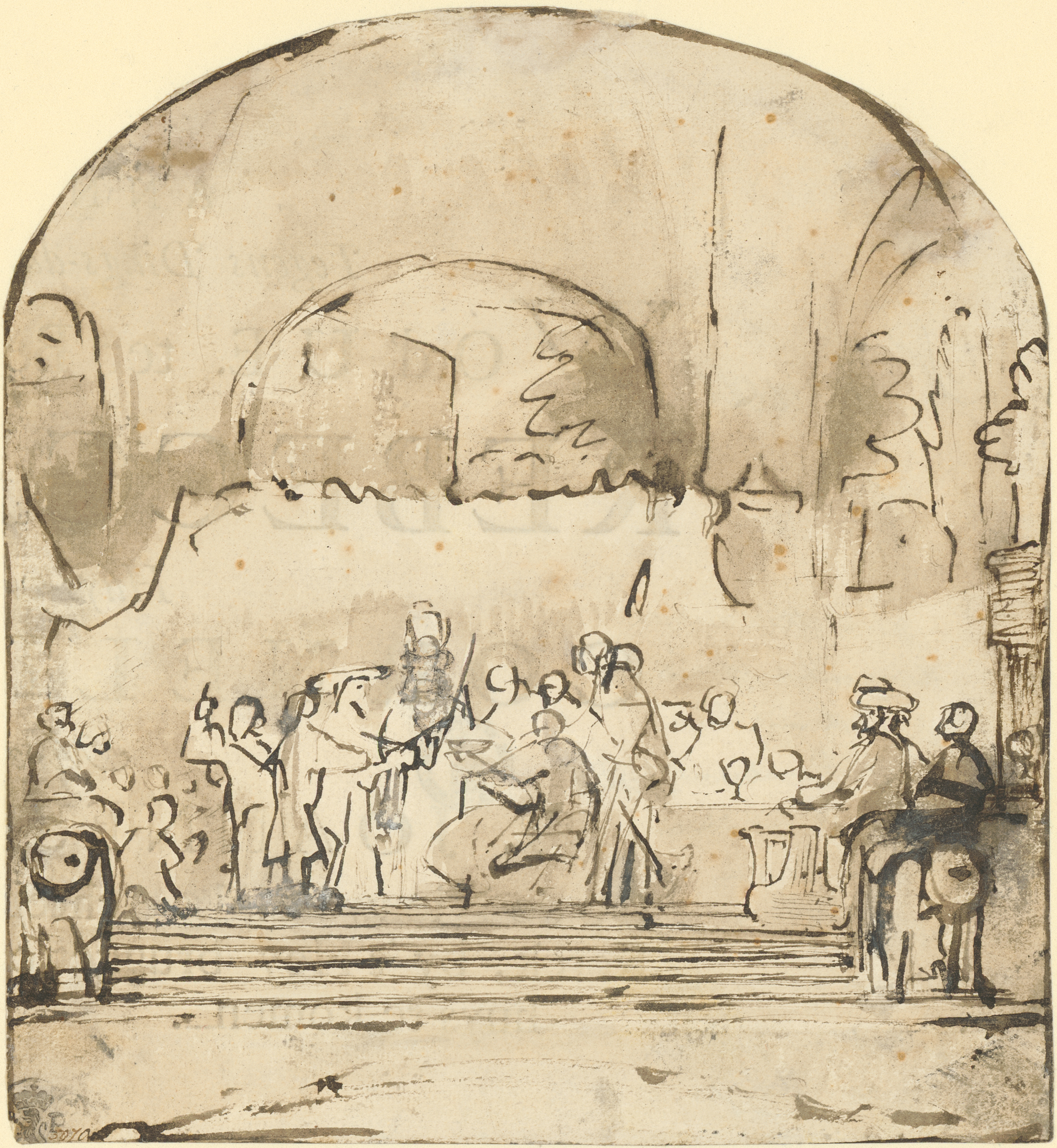
Croquis, octobre 1661 ou postérieur.

Un croquis existant (au dos d'un billet funéraire daté d'octobre 1661) montre que Rembrandt a initialement transféré la scène du "bosquet sacré" de Tacite dans une grande salle voûtée avec des arches ouvertes.  Après la livraison en juillet 1662, le tableau est exposé pendant une courte période avant de lui être retourné pour des raisons inconnues : possiblement manque de décorum jugé nécessaire pour la peinture d'histoire, un manque de finition et une approche insuffisamment héroïque de l'épisode. Lorsque les quatre tableaux étaient exposés, l'écart était évident. Le conseil s'attendait probablement à une œuvre de style similaire aux autres tableaux, plutôt qu'à la grandeur inquiétante de Rembrandt. Le clair-obscur est typique des œuvres tardives de Rembrandt, mais "la lumière et l'ombre étranges, les bleus grisâtres irisés et les jaunes pâles" ne le sont pas. Une autre raison peut être la couronne incongrue placée sur la tête de Claudius Civilis et la place centrale du personnage, peu conforme à l'esprit républicain du conseil municipal. Blankert suggère que la peinture présente trop d'espace sombre et inutilisé, contrastant avec les autres œuvres plus conventionnelles.
En août 1662, alors que le tableau était toujours en place, Rembrandt signe un accord où il donne "un quart des bénéfices provenant de la pièce pour l'Hôtel de ville et de ses revenus potentiels". Le 24 septembre 1662, toutefois, lorsque l'archevêque et électeur de Cologne Maximilien Henri de Bavière est reçu à l'Hôtel de ville, le tableau de Rembrandt n'est plus en place.
Crenshaw écrit que Rembrandt était absent pendant quelques mois et "qu'il n'avait pas assez de soutiens bien placés lorsque des obstacles se sont présentés". Au lieu de cela, l'œuvre inachevée de Flinck est récupérée et rapidement achevée par le peintre Jürgen Ovens en quatre jours. Ovens, vivant alors dans la maison et utilisant l'ancien atelier de Flinck, est payés 48 florins pour son travail, alors que Flinck s'est vu promettre 12 000 florins pour la série de douze tableaux. Jordaens et Lievens reçoivent 1 200 florins pour chacune de leurs œuvres.  En difficulté financière, Rembrandt est contraint de redécouper et repeindre l'œuvre pour pouvoir la vendre. La table est allongée et il ajoute l'homme de gauche.  Au cours des mois suivants, Rembrandt est contraint de vendre la tombe de sa femme, Saskia. 

## Histoire postérieure

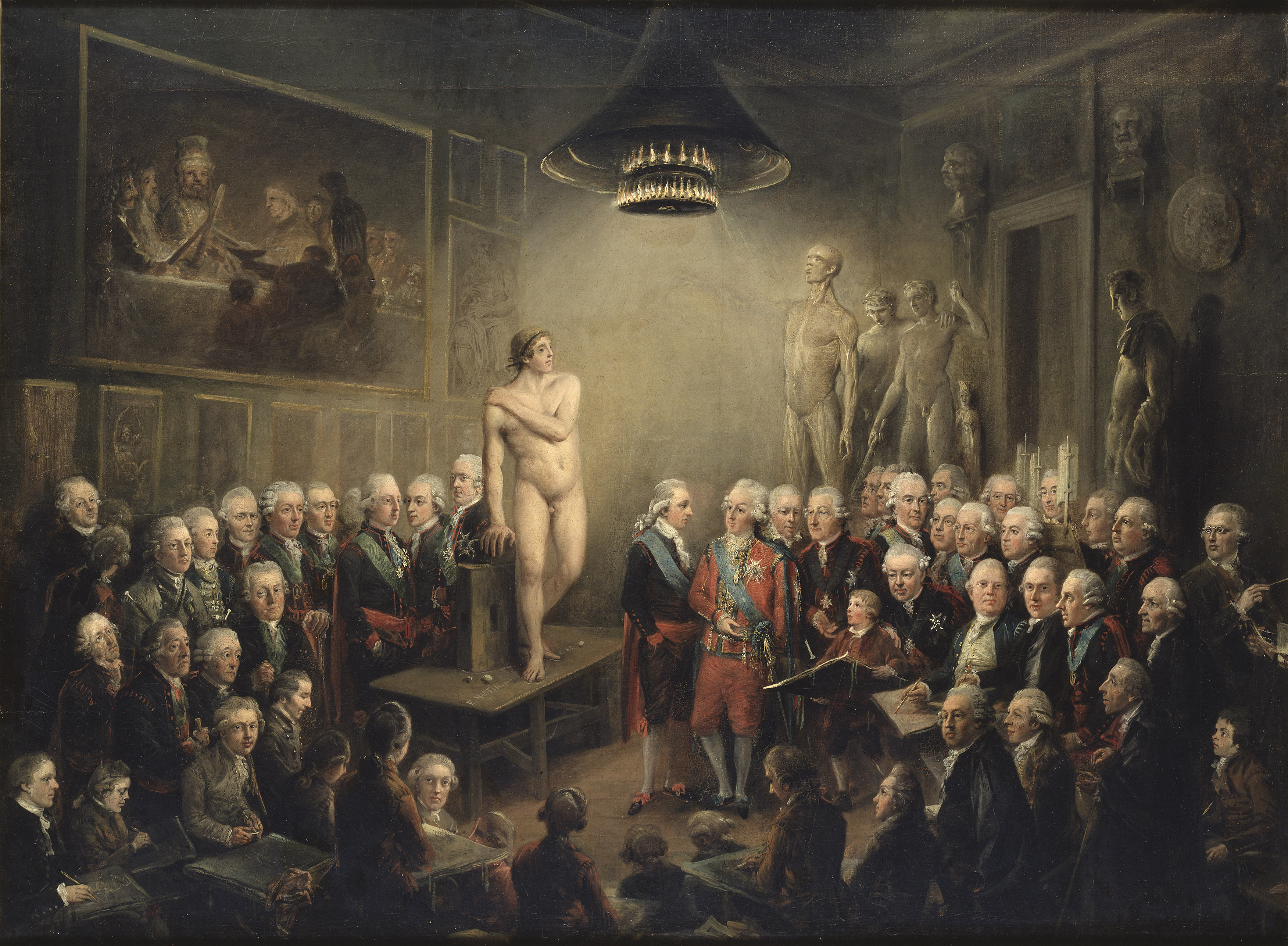
Gustave III de Suède à l'Académie royale suédoise des Beaux-Arts. Peinture d'Elias Martin (1782).

Le 10 août 1734, le tableau est acheté aux enchères à Amsterdam par le marchand Nicolaas Kohl d'Arensborg (1675-1751). Apparemment, la peinture arrive en Suède par héritage de la veuve de Kohl, Sophia Grill, morte en 1766 à Zwammerdam (Pays-Bas). Il est acquis par Anna Johanna Grill, la fille unique du riche Claes Grill . Anna Johanna (1745-1801) était mariée au marchand de Stockholm Henrik Wilhelm Peill (1730-1797). Probablement sur les conseils d'amis artistes, peut-être en raison de sa taille, Peill dépose le tableau à l'Académie royale suédoise des Beaux-Arts . On peut le voir accroché au mur à l'arrière-plan d'un tableau d'Elias Martin (en) montrant la visite du roi Gustave III à l'Académie en 1782. En 1785, le tableau est transféré au Palais Royal de Stockholm.  En 1798, l'œuvre est donnée à l'Académie des Beaux-Arts par Anna Johanna Grill, la veuve de Peill et la sœur d'Adolf Ulric Grill (en), président de l'Académie.
Vers 1782, le tableau est restauré par le conservateur Erik Hallblad (sv). Hallblad (1720-1814), qui a développé ou appris une méthode pour transférer une peinture à l'huile d'une toile à une autre, enlève la couche de peinture de la toile originale de Rembrandt et la transfère sur une nouvelle. Certains dommages semblent s'être produits au cours de ce processus risqué ; l'épée supplémentaire que l'on voit maintenant sur la peinture a probablement été ajoutée par Hallblad pour les masquer. Le tableau appartient toujours à l'Académie des Beaux-Arts mais est déposé depuis 1864 au Nationalmuseum de Stockholm. 
Au début du XXesiècle, un auteur danois, Karl Madsen, remarque le croquis de Munich et suppose que Rembrandt, après sa faillite, s'est enfui en Suède. Il suggère que Rembrandt a peint le dieu borgne nordique Odin. En fait, on découvre en 1866 que Rembrandt est enterré à Westerkerk et la véritable histoire de la peinture est publiée en 1891. 
En mars 2008, l'Académie évalue le tableau à 750 millions de couronnes, mais le met ensuite en vente à 300 millions de couronnes, à condition qu'il soit déposé directement au musée, et y figure comme avant, après achat. Cette mesure inhabituelle est prise afin de collecter des fonds pour des expositions et d'autres activités. 
La peinture voyage ensuite à Amsterdam pour une exposition sur les œuvres tardives de Rembrandt, et est exposée au Rijksmuseum à côté de La Ronde de nuit .
De mai 2017 à septembre 2018, la peinture est la pièce maîtresse d'une exposition spéciale consacrée à Rembrandt au Musée des Beaux-Arts de Göteborg à Göteborg, en Suède.